# Ostrov (powiat Uście nad Orlicą)
Ostrov – miejscowość i gmina (obec) w Czechach, w kraju pardubickim, w powiecie Uście nad Orlicą. W 2022 roku liczyła 699 mieszkańców.